# Марко Миловановић
Марко Миловановић (31. децембар 1988. Београд) је бивши српски хокејаш који је током каријере једанаест година играо у Партизану. Председник је Савеза хокеја на леду Србије.

## Каријера

### Клупска каријера
Поникао је у млађим категоријама Партизана. За Партизан је дебитовао у сезони 2006/07. и за клуб је играо наредних 11 сезона. За то време био је првак Србије десет пута. У сезони 2010/11. и 2011/12. је освојио регионалну Слохокеј лигу, а у сезони 2009/10. је играо финале тог такмичења. У сезони 2016/17. као позајмљени играч Партизана одиграо је четири меча у плеј-офу за Београд и помогао им је да постану прваци Србије.

### Репрезентација
Био је стандардни је репрезентативац Србије. Играо је на осам светских првенстава, а највећи успех му је прво место 2009. године на првенству у Новом Саду и пласман у Дивизију I. Поред тога освојио је још четири бронзане медаље.
За репрезентацију је одиграо 50 утакмица, 44 на светским првенствима и још 6 у квалификацијама за Олимпијске игре. На светским првенствима дао је 10 гола и остварио 22 асистенције.

## Успеси

### Клупски
- Партизан:
  -  Првенство Србије (10) : 2006/07, 2007/08, 2008/09, 2009/10, 2010/11, 2011/12, 2012/13, 2013/14, 2014/15, 2015/16.
  -  Слохокеј лига (2) : 2010/11, 2011/12
- Београд:
  -  Првенство Србије (1) : 2016/17

### Репрезентативни
- Србија:
  - Светско првенство:  2008. (Дивизија II)
  - Светско првенство:  2009. (Дивизија II)
  - Светско првенство:  2011. (Дивизија II)
  - Светско првенство:  2015. (Дивизија II, група А)
  - Светско првенство:  2017. (Дивизија II, група А)